# 首相府 (シンガポール)
首相府（英語：Prime Minister's Office, PMO）は、シンガポールの省庁のひとつ。
代表は首相が務める。本部はイスタナ（大統領官邸）にある。

## 首相府の部局
首相府には、以下の部局が存在する。
- 汚職調査局
- 選挙局
- 気象変動局
- 国立研究財団
- 国家安全調整局
- 人口人材局
- 公務員局

## 首相府の管轄する法定機関
- シンガポール金融管理局
- 公務員研修所